# ファイザーバード
ファイザーバード （英語: Faizabad, ヒンディー語: फ़ैज़ाबाद, ウルドゥー語: فیض آباد）は、インドウッタル・プラデーシュ州の都市。人口14万5000人（2001年）。サラユー川（別名ガーグラー川、下流でガンジス河と合流）のほとりにあり、ファイザーバード県の中心都市でもある。
なお、街の名はアラビア語・ペルシア語に由来する「神の恩寵の栄える地」という意味であり、同様の地名がパキスタンやアフガニスタン（こちらは英語表記が異なり、Fayzabad）、タジキスタン（同じく、Faizobod）などにも存在する。

## 歴史
1724年、アワド太守のサアーダト・アリー・ハーンがムガル帝国から独立し、最初の首都として発展した。
その後、1775年、アワド太守シュジャー・ウッダウラの死後、息子アーサフ・ウッダウラは、西にあるラクナウ（現在のウッタル・プラデーシュ州都）に遷都したが、今でも街の各所にはバフー・ベーグムの慕廟（マク・バーラー）など多くの歴史的建造物が残っている。
この街の約7km隣には、古代叙事詩ラーマーヤナの主人公、ラーマ王子の生誕地だとされている古都アヨーディヤーがある。

## ギャラリー

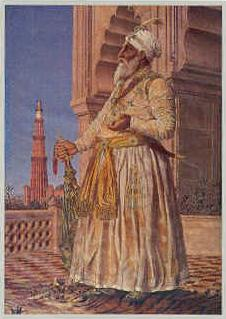
サアーダト・アリー・ハーン
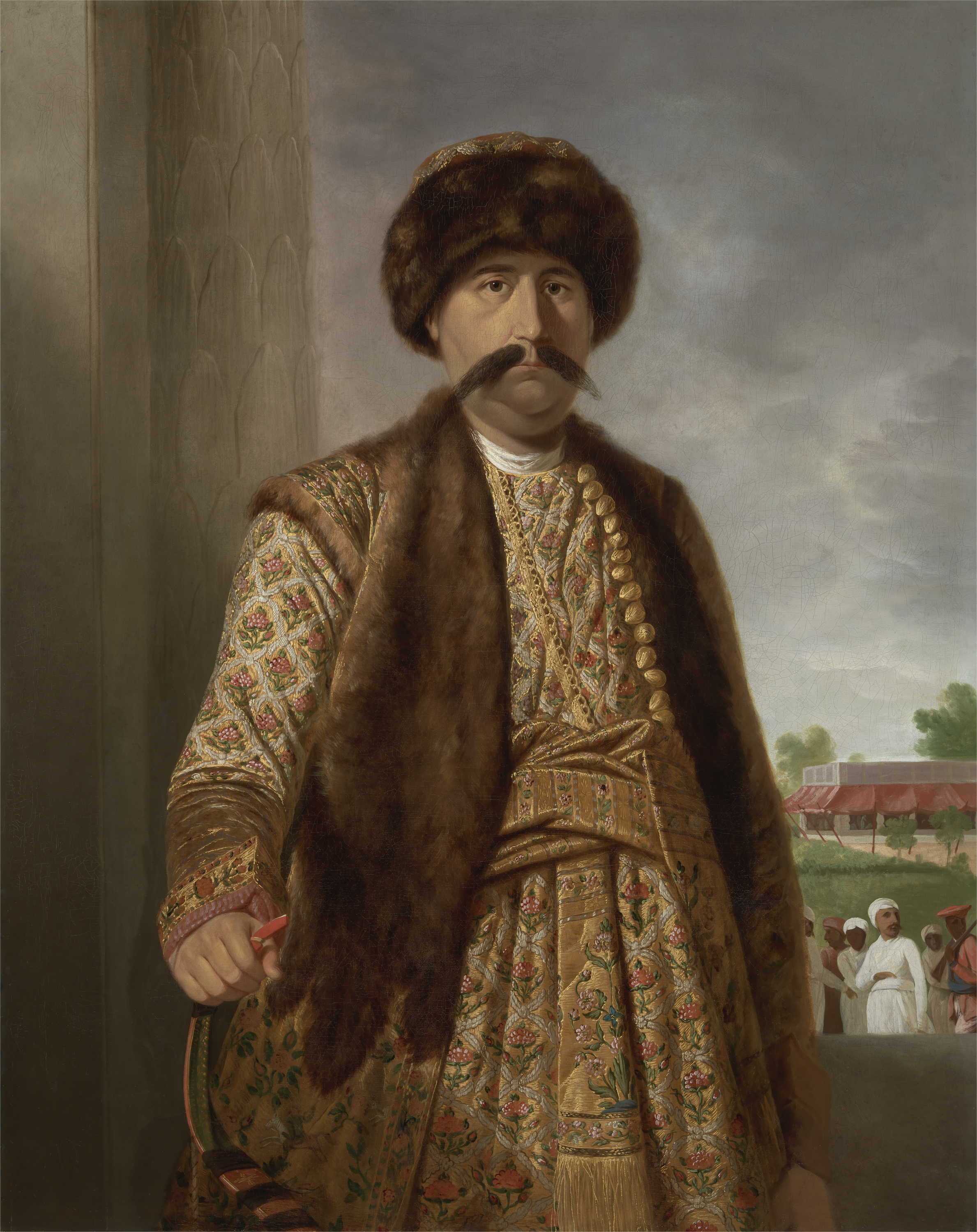
シュジャー・ウッダウラ
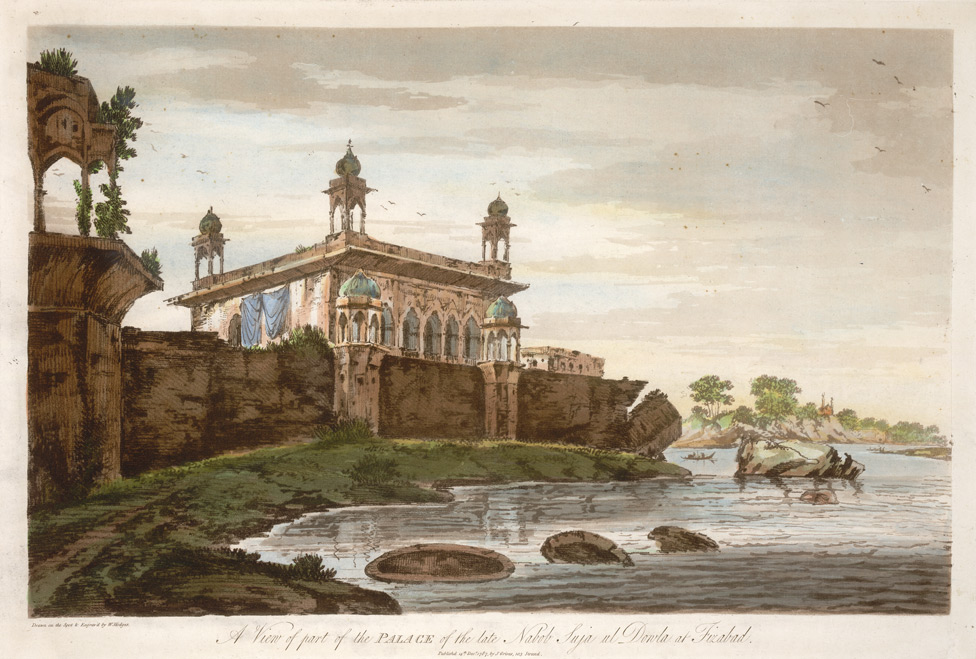
ファイザーバードの王城
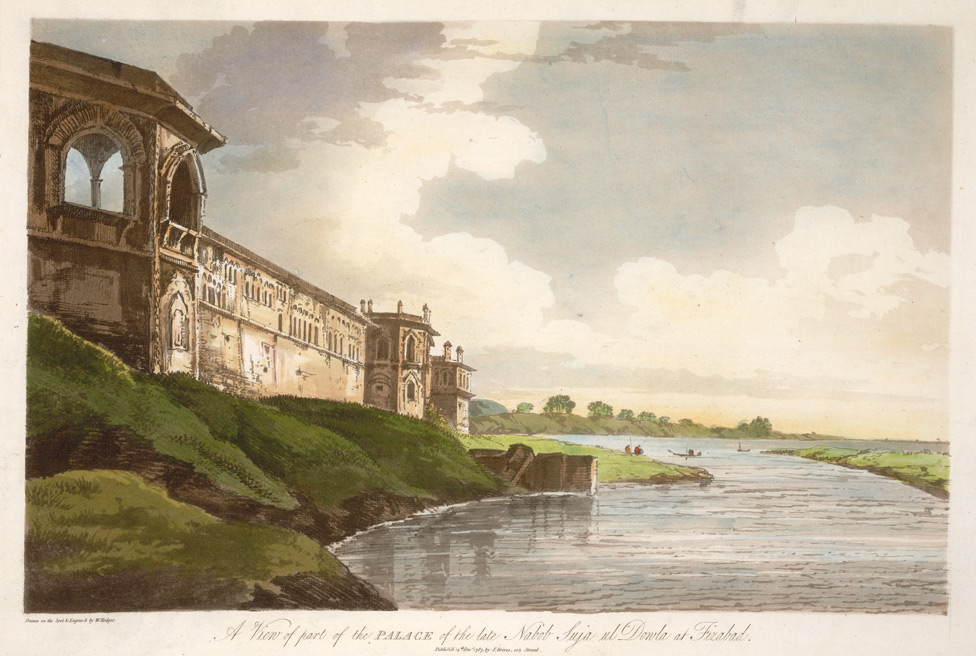
ファイザーバードの城壁
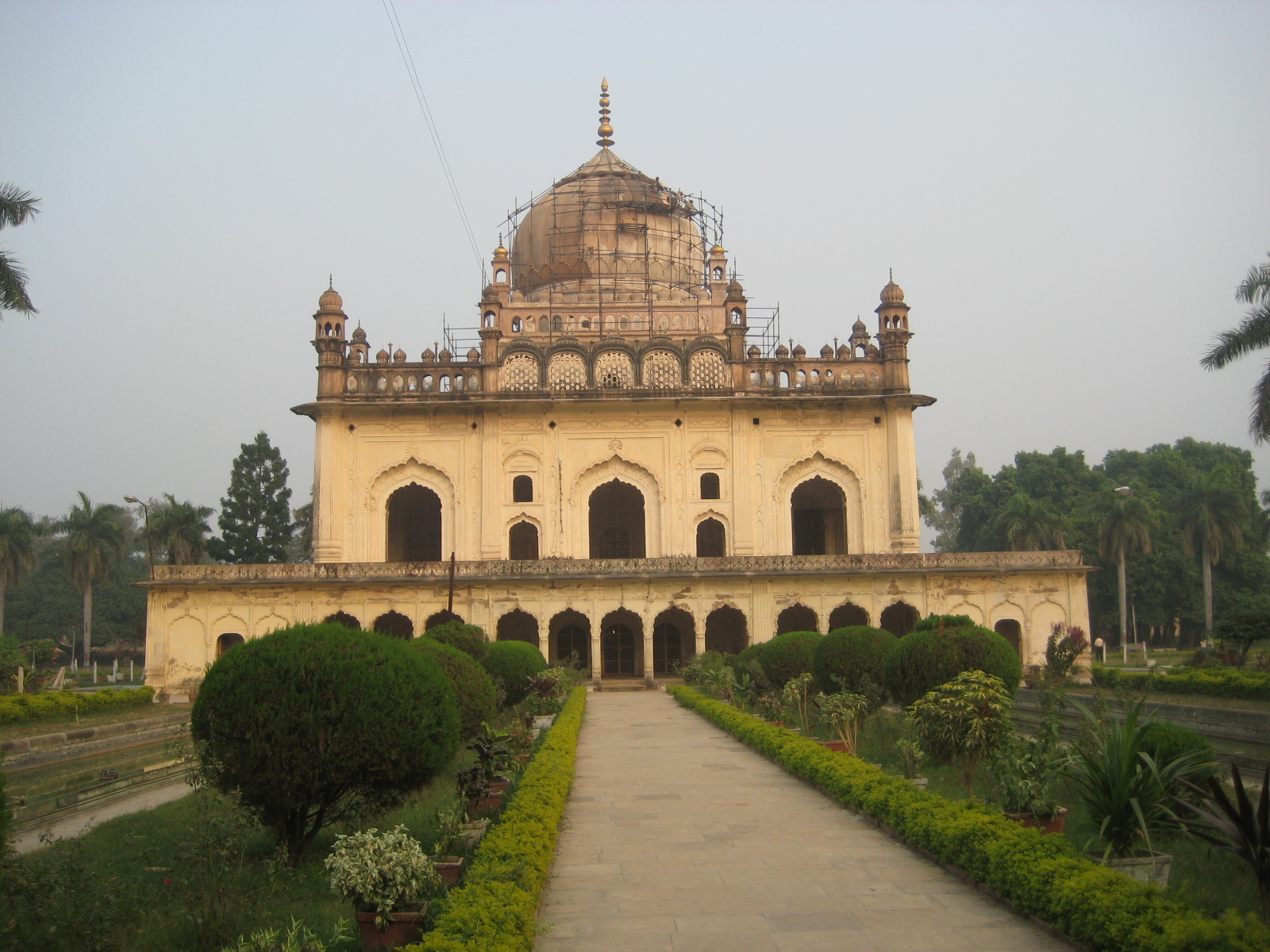
グラーブ・バーリー（シュジャー・ウッダウラの墓）